# Need You Now
Need You Now är ett album från 2010 av den amerikanska countrymusikgruppen Lady Antebellum. Albumet är gruppens andra studioalbum.

## Låtförteckning
1. Need You Now
2. Our Kind of Love
3. American Honey
4. Hello World
5. Perfect Day
6. Love This Pain
7. When You Got a Good Thing
8. Stars Tonight
9. If I Knew Then
10. Something 'Bout a Woman
11. Ready to Love Again

## Listplaceringar och cerifieringar

### Singlar
| År   | Singel             | Högsta listplacering | Högsta listplacering | Högsta listplacering |
| År   | Singel             | USA, country         | USA                  | Kanada               |
| ---- | ------------------ | -------------------- | -------------------- | -------------------- |
| 2009 | "Need You Now"     | 1                    | 2                    | 2                    |
| 2010 | "American Honey"   | 1                    | 25                   | 50                   |
| 2010 | "Our Kind of Love" | 1                    | 51                   | 61                   |
| 2010 | "Hello World"      | 6                    | 58                   | 70                   |